# Athens (Georgie)
Athens je město v Clarke County, v Georgii, ve Spojených státech amerických. V roce 2011 žilo ve městě 115 452 obyvatel. Město se nachází v severovýchodní částí státu.  Athens je 5. největší město státu Georgie a sídlo Georgijské univerzity, založené v roce 1785.

## Demografie
Podle sčítání lidí v roce 2000 žilo ve městě 100 266 obyvatel, 39 239 domácností a 19 344 rodin. V roce 2007 byl zaznamenán výrazný pokles obyvatel, v červenci roku 2007 ve městě žilo 85 116 obyvatel, z toho 41 223 mužů (48,4 %) a 43 893 žen (51,6 %). Průměrný věk obyvatele je 24 let. [zdroj?]

## Osobnosti města
- Kim Basinger (* 1953), herečka
- Jeff Daniels (* 1955), herec
- Reese Hoffa (* 1977), atlet-koulař
- Matt Smith, zpěvák kapely Theocracy
- Michael Stipe, zpěvák kapely R.E.M.

Z města Athens pocházelo několik hudebních skupin, včetně rockové kapely R.E.M.

## Partnerská města
- Athény, Řecko
- Jasy, Rumunsko

## Galerie

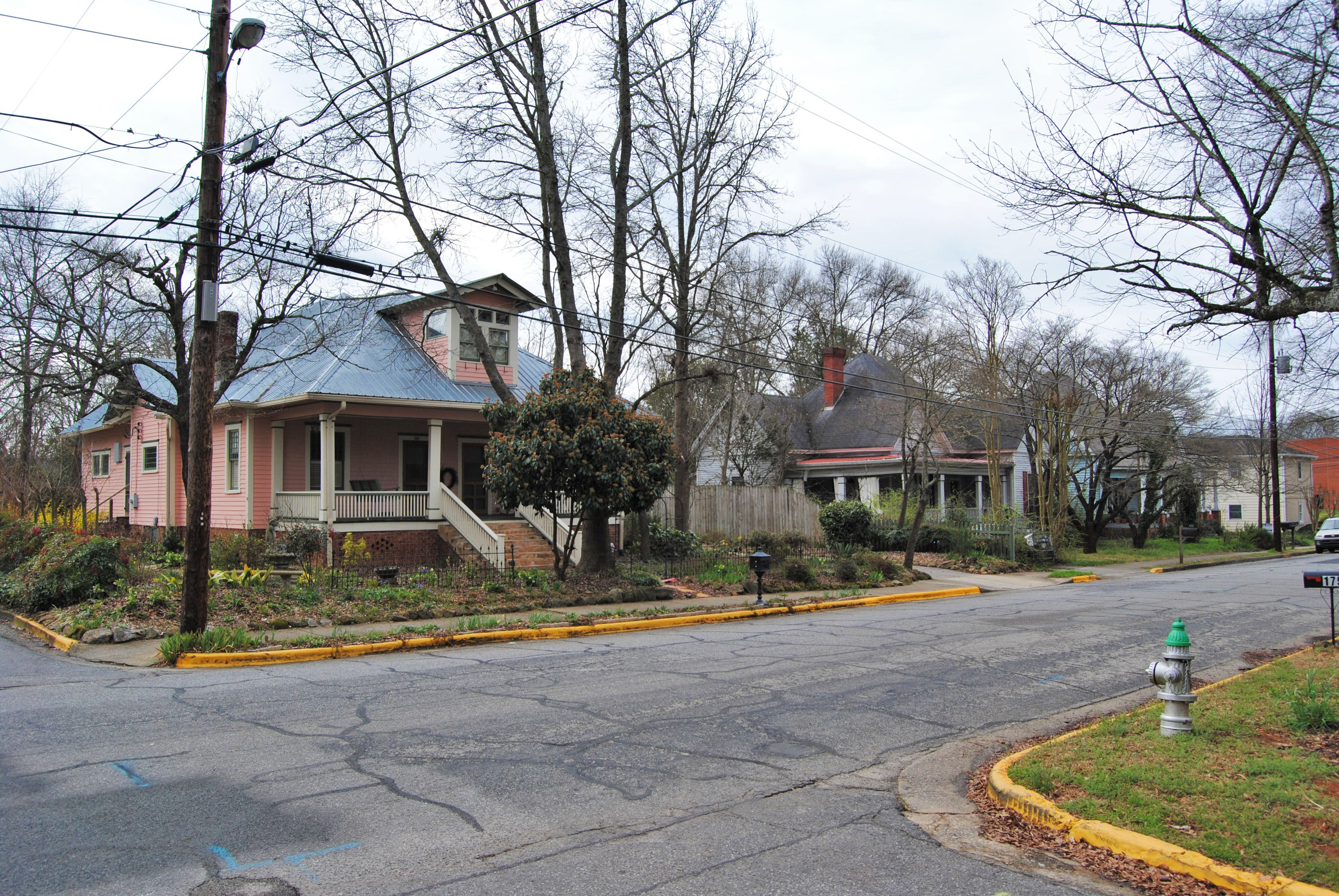
Domy ve čtvrti Buena Vista
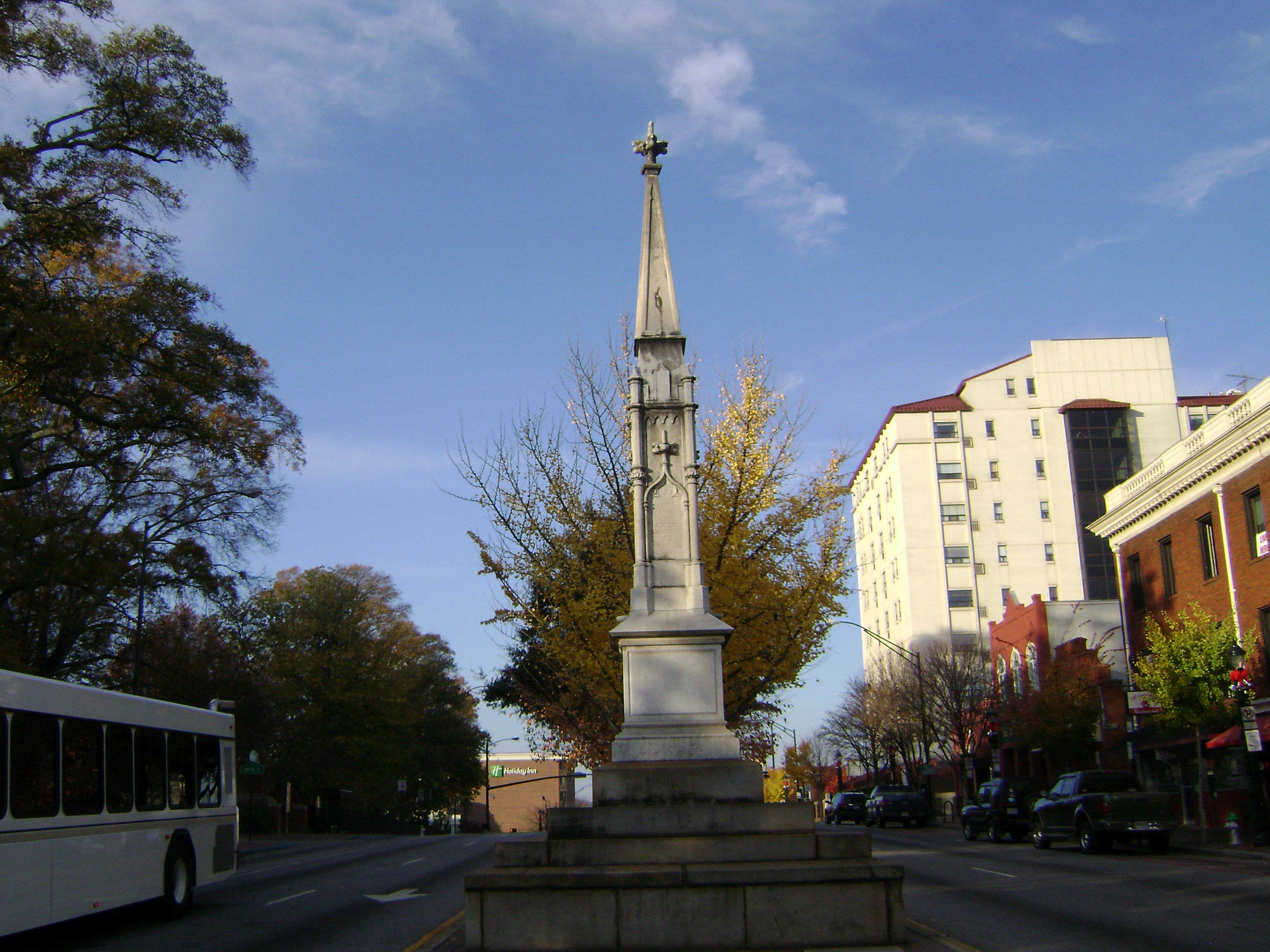
Památník Konfederace (Obelisk generála Clarka)
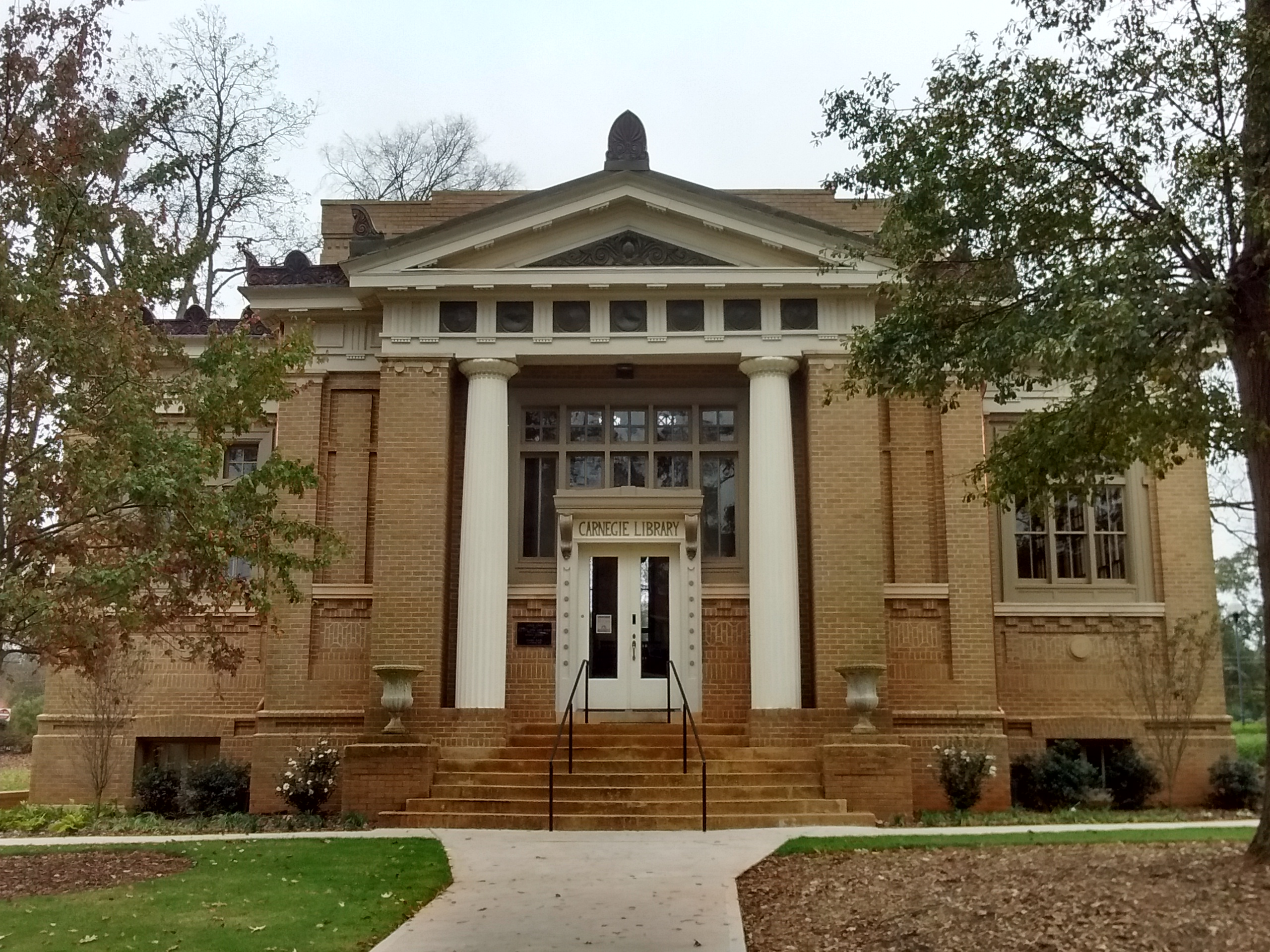
Knihovna Carnegie Library
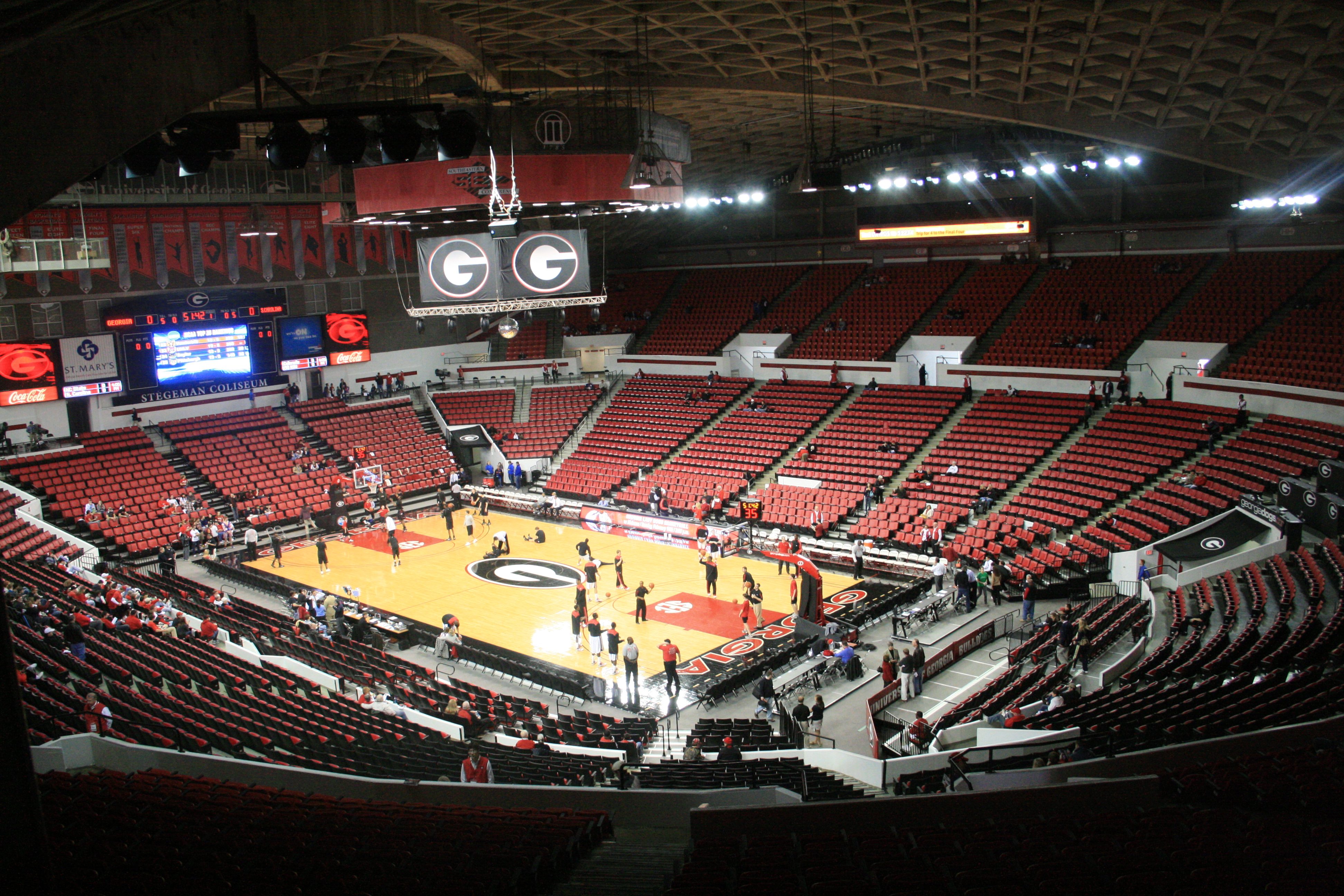
Víceúčelová sportovní hala Stegeman Coliseum
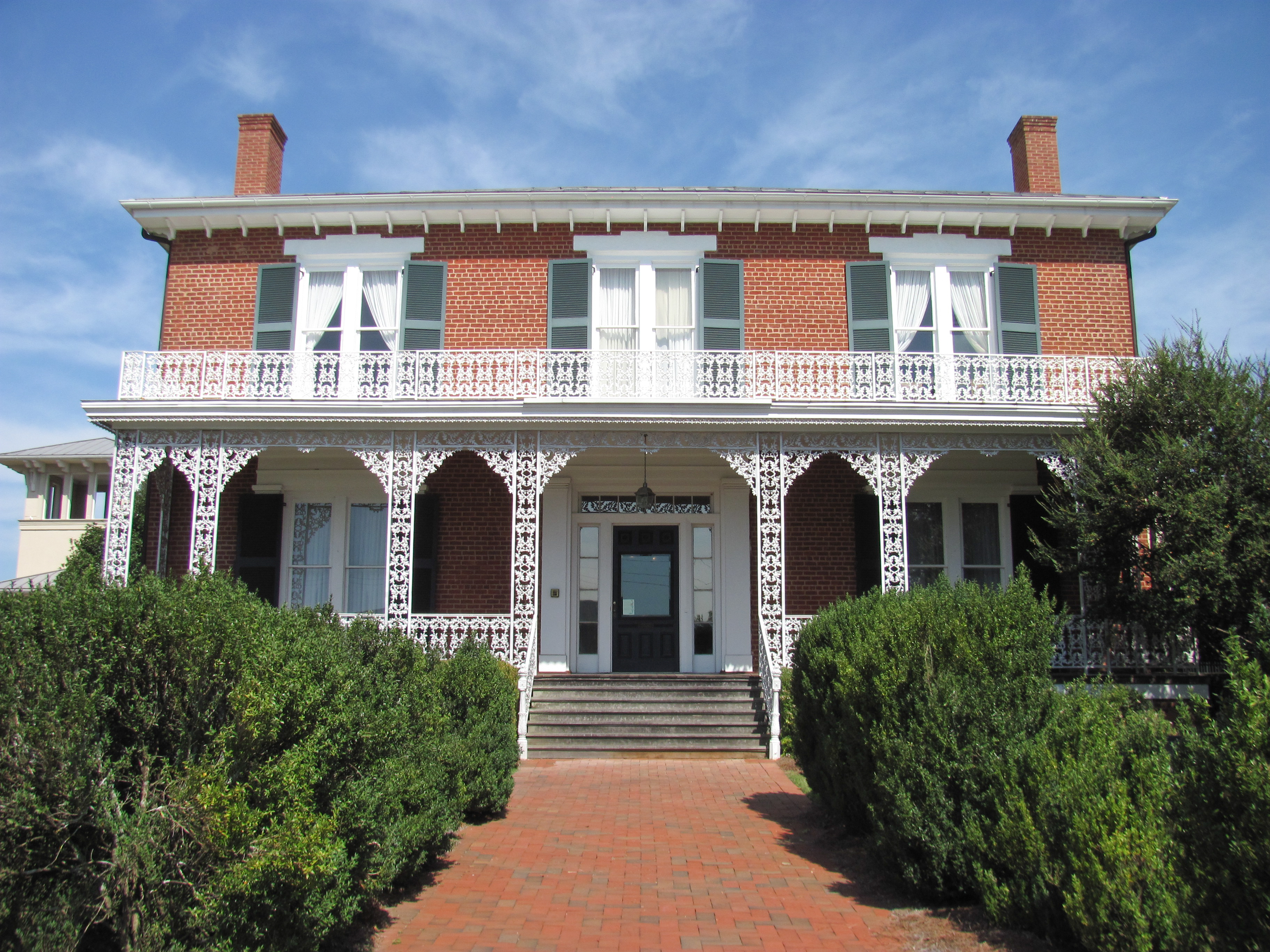
Ware-Lyndon House
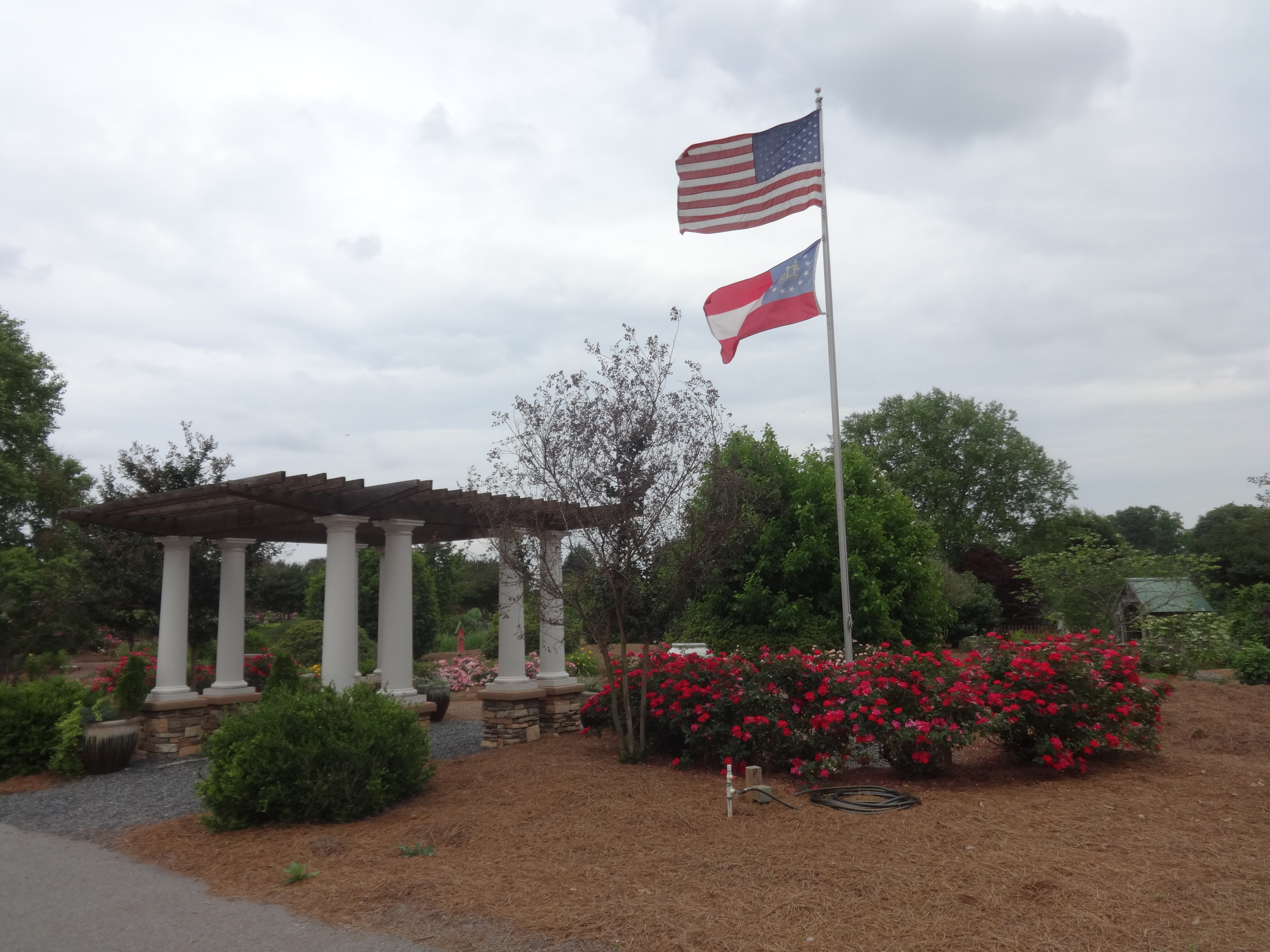
Univerzitní botanická zahrada
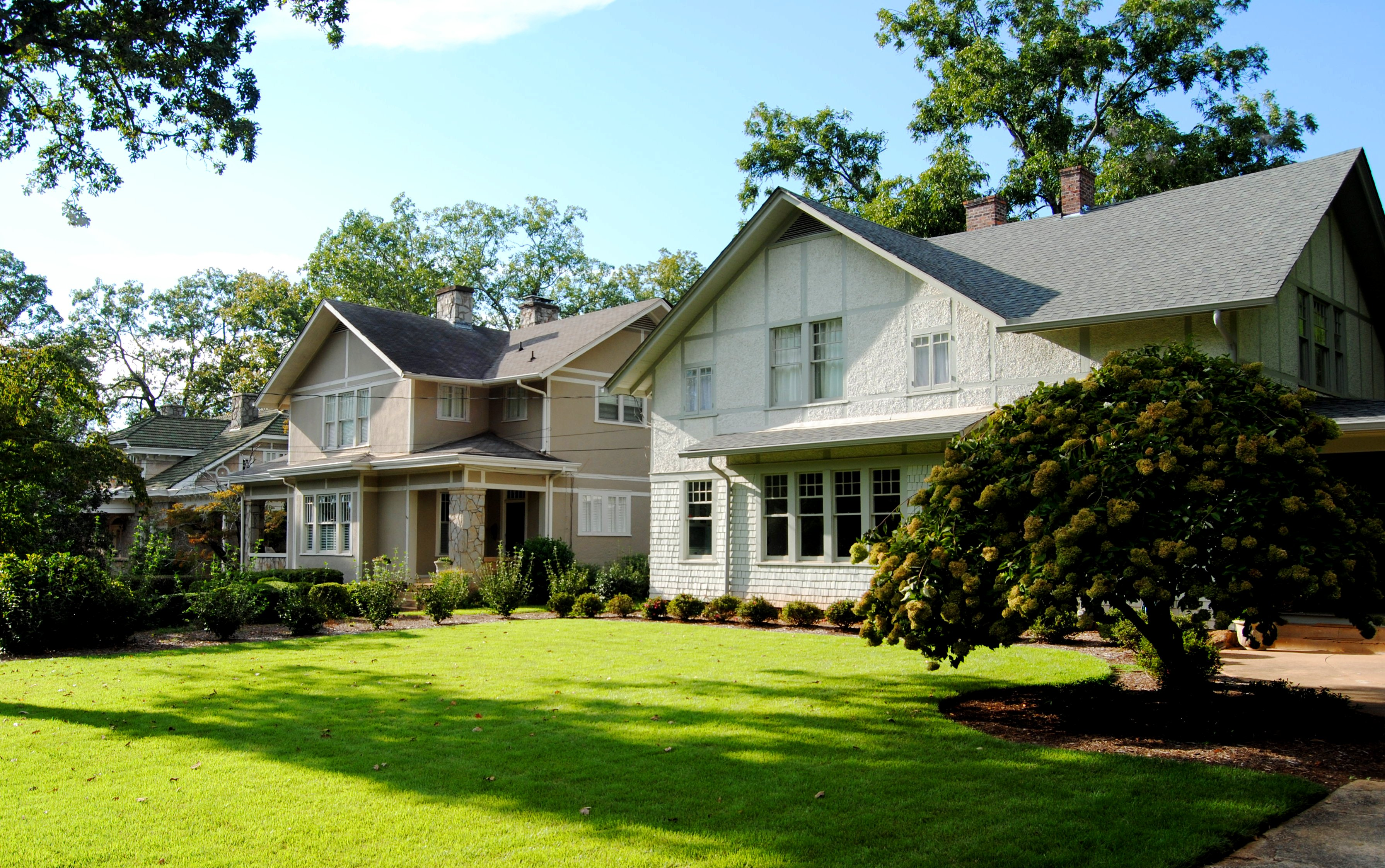
Domy na Woodlawn Avenue
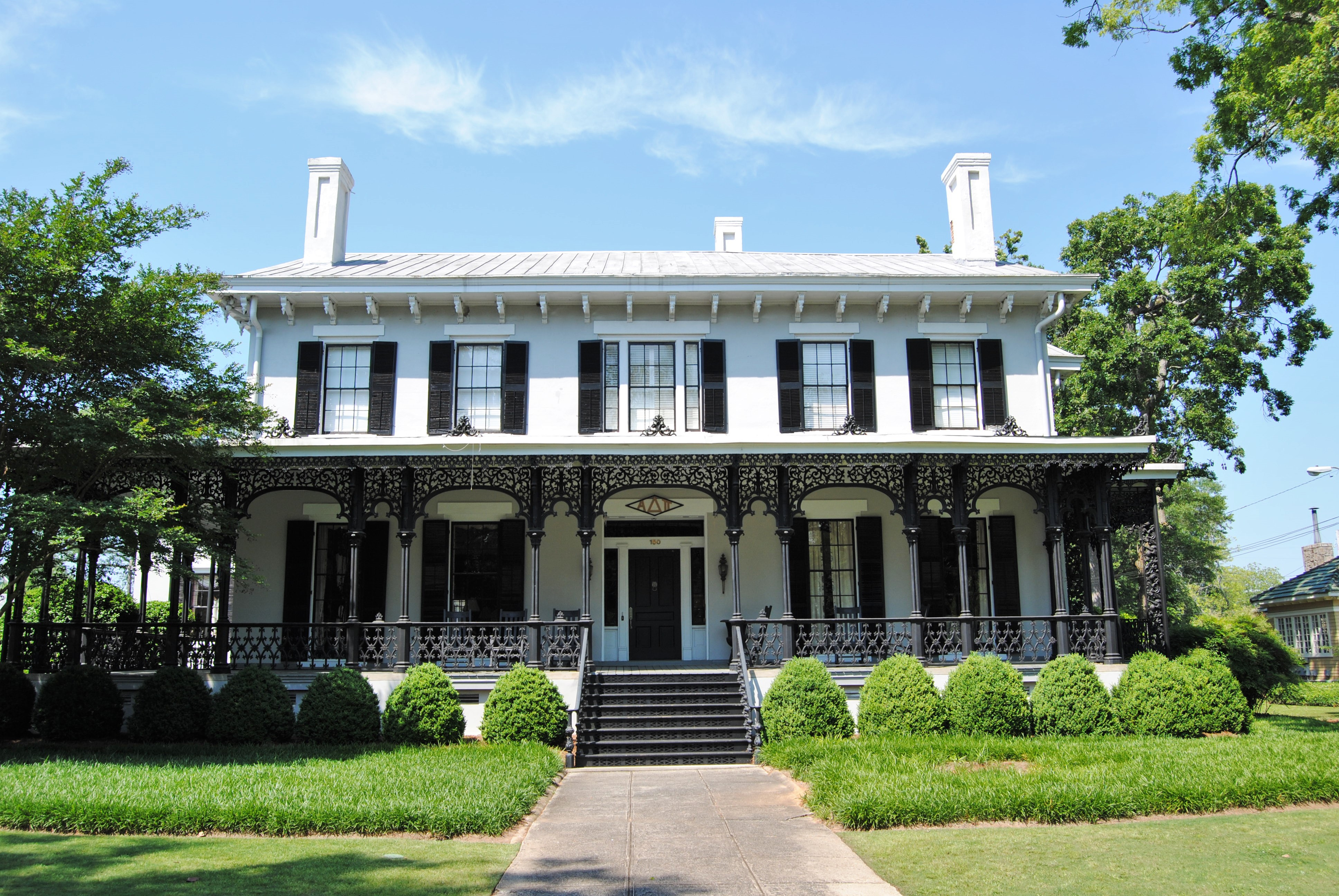
Dům dr. Jamese S. Hamiltona z roku 1861
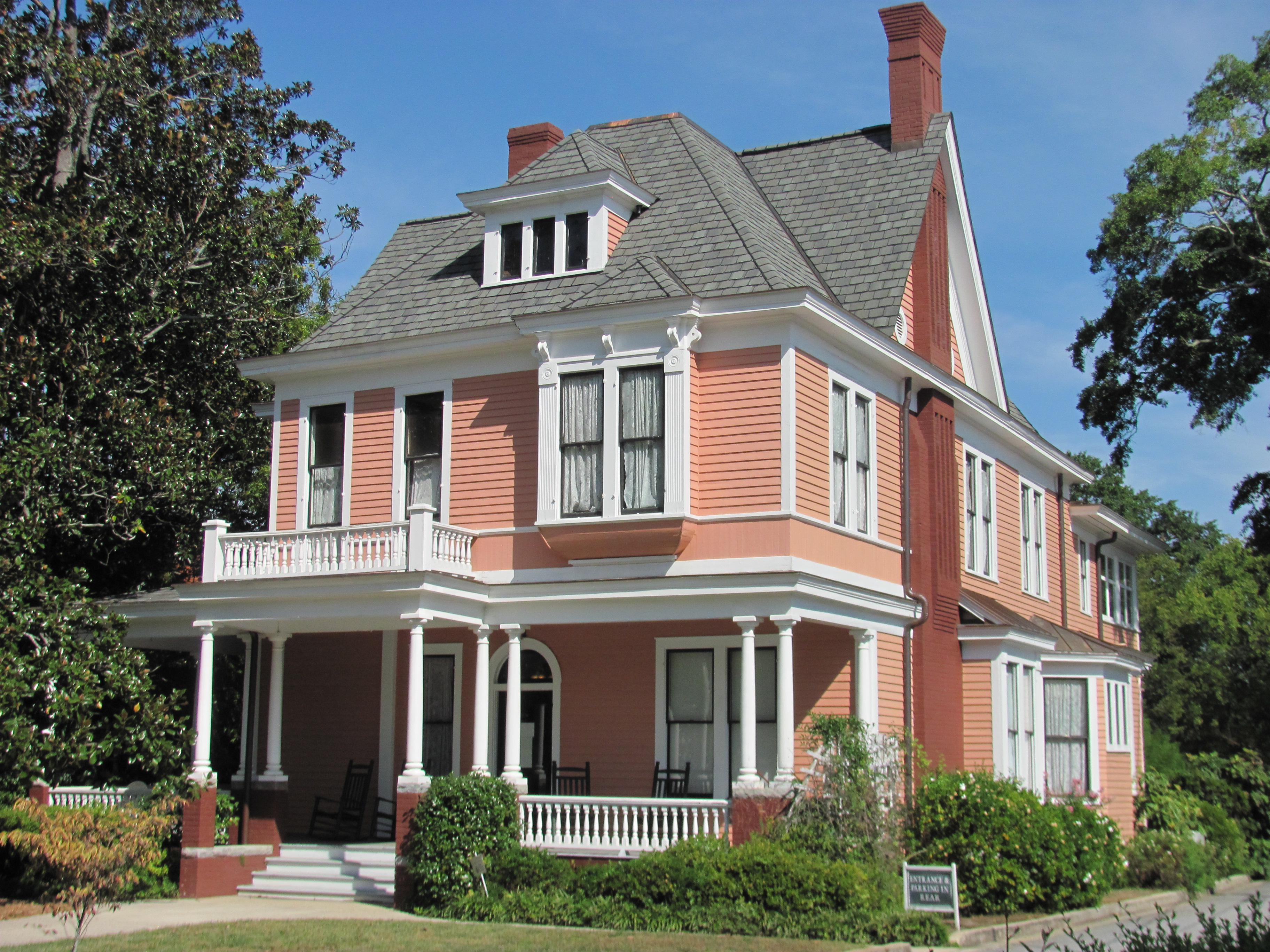
Jeden z památkově chráněných domů
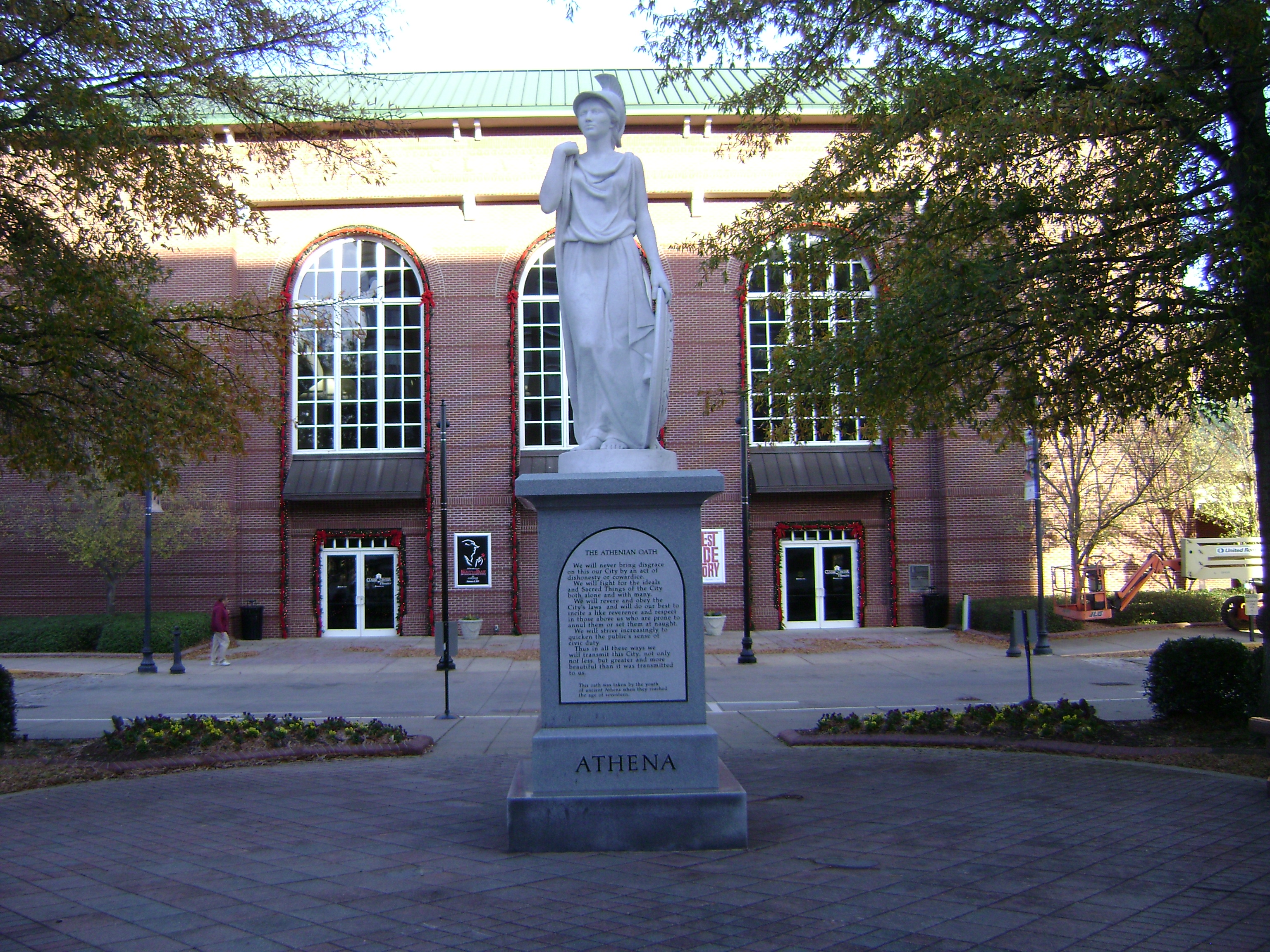
Výstaviště Classic Center
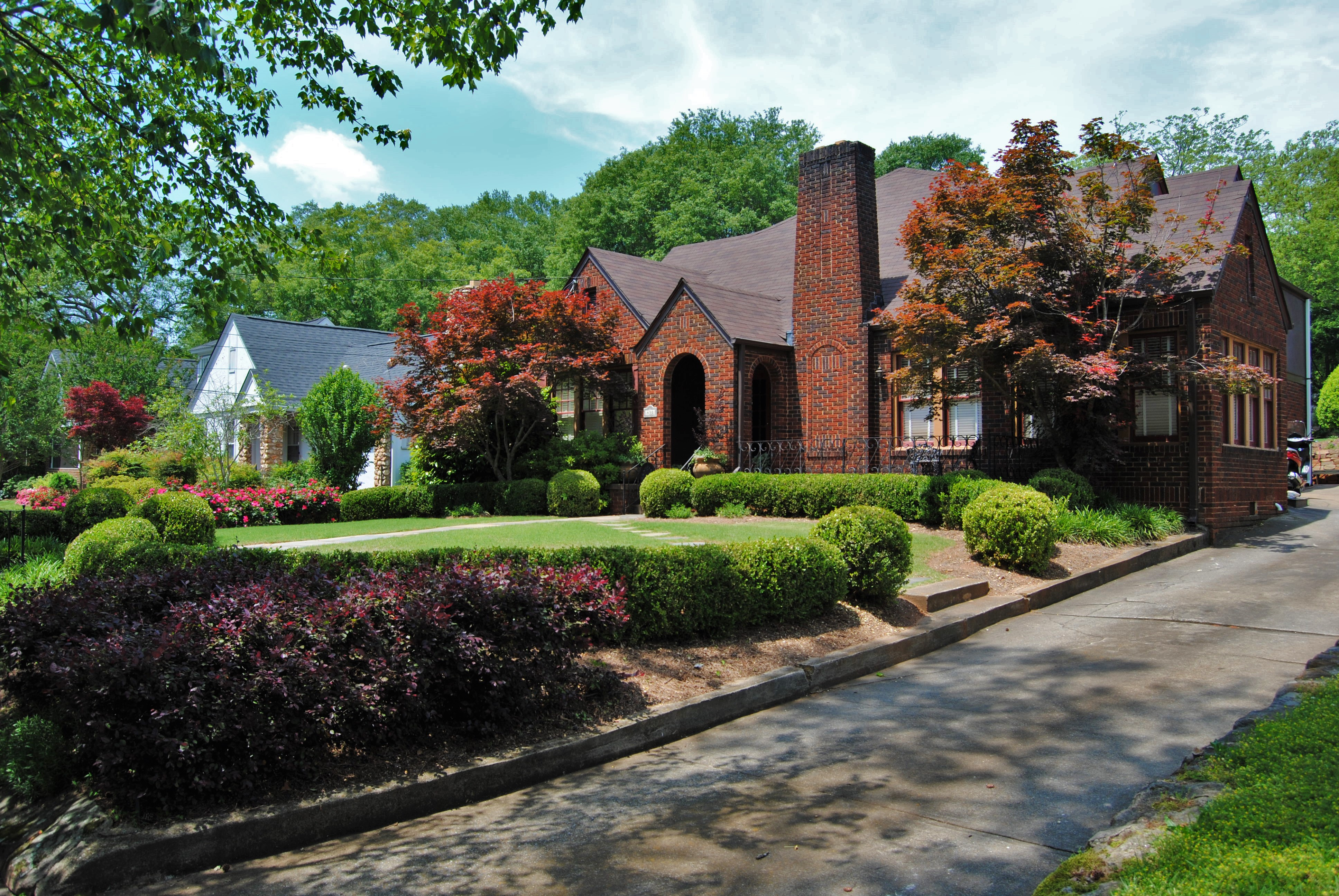
Domy z roku 1930 na Milledge Circle
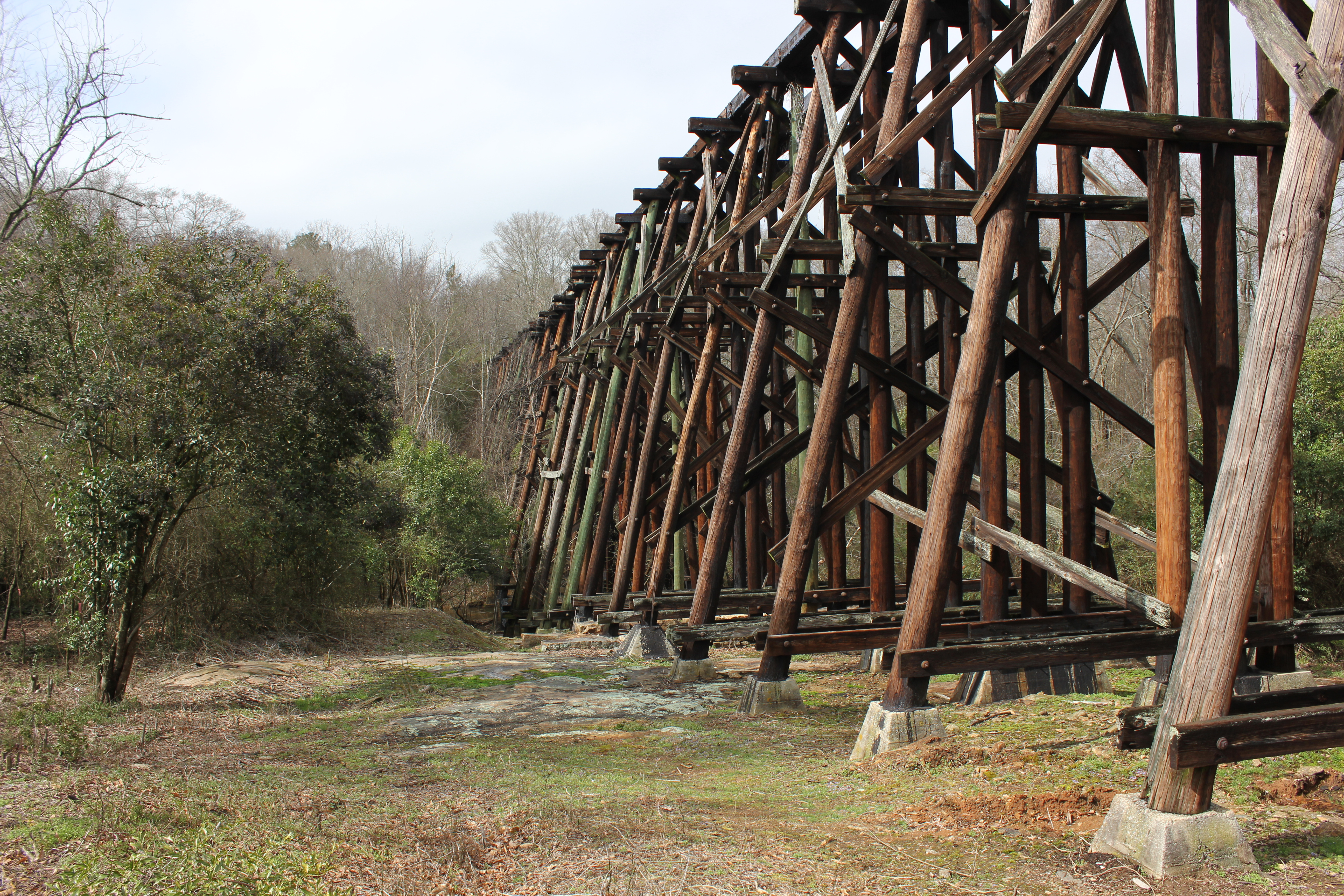
Dudley Park na řece Oconee